# Meszginszahr
Meszginszahr (perski: مشگين شهر) – miasto w Iranie, w ostanie Ardabil. W 2006 roku miasto liczyło 63 655 mieszkańców w 14 940 rodzinach.